# 799

## Събития
- 29 ноември – Папа Лъв III се завръща в Рим, благодарение подкрепата на Карл Велики